# جوني جاكوبس
جوني جاكوبس (بالإنجليزية: Johnny Jacobs)‏ (و. 1916 – 1982 م) هو ممثل، من الولايات المتحدة الأمريكية، ولد في ميلواكي، ويسكنسن، توفي في ستوكتون، كاليفورنيا، عن عمر يناهز 66 عاماً.

## وصلات خارجية
- جوني جاكوبس على موقع IMDb (الإنجليزية)
- جوني جاكوبس على موقع كينوبويسك (الروسية)